# Thuidiopsis stuartii
Thuidiopsis stuartii là một loài Rêu trong họ Thuidiaceae. Loài này được (Müll. Hal.) Broth. miêu tả khoa học đầu tiên năm 1925.